# Еребија медуза
Еребија медуза (лат. Erebia medusa) врста је лептира из породице шаренаца (лат. Nymphalidae). Позната је и под називом пролећна еребија.

## Опис врсте
Најчешћа врста еребије у Србији. Доња страна крила је уједначено тамносмеђе боје са округлим окцима, док су антене светлије од антена бистрооке еребије.

## Распрострањење и станиште
Распрострањена је у средњој и источној Европи, обично на влажним стаништима, попут ливада. 